# 長島南岸

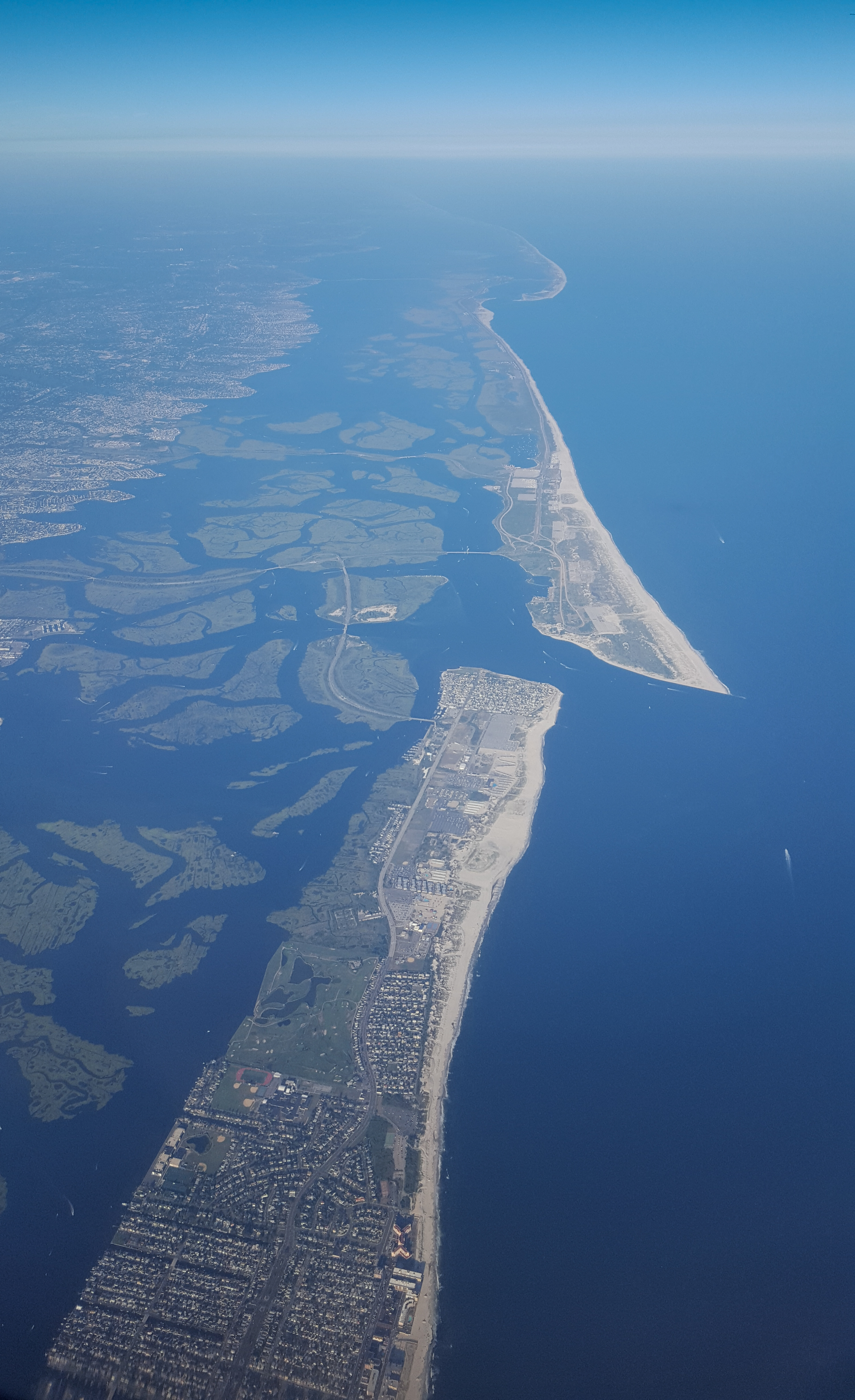
長島南岸一連串的障壁島

長島南岸（英語：South Shore of Long Island）是美國紐約州長島地區的一個地理區域，它特指長島南部面對大西洋的部分。雖然皇后區也佔據長島南岸的一部分，但該詞通常特指拿騷和薩福克縣的南部海岸地區。
長島南岸的文化十分多元，各類族群居住在不同的村鎮中。在薩福克縣，仍有許多鍍金時代的豪華建築遺存至今。長島南岸的西端即是世界知名的度假區和房價極為昂貴的漢普頓地區。在最西點（同時也是紐約州最西點），矗立有歷史遺跡蒙托克角燈塔。